# 馬頭サイフォン

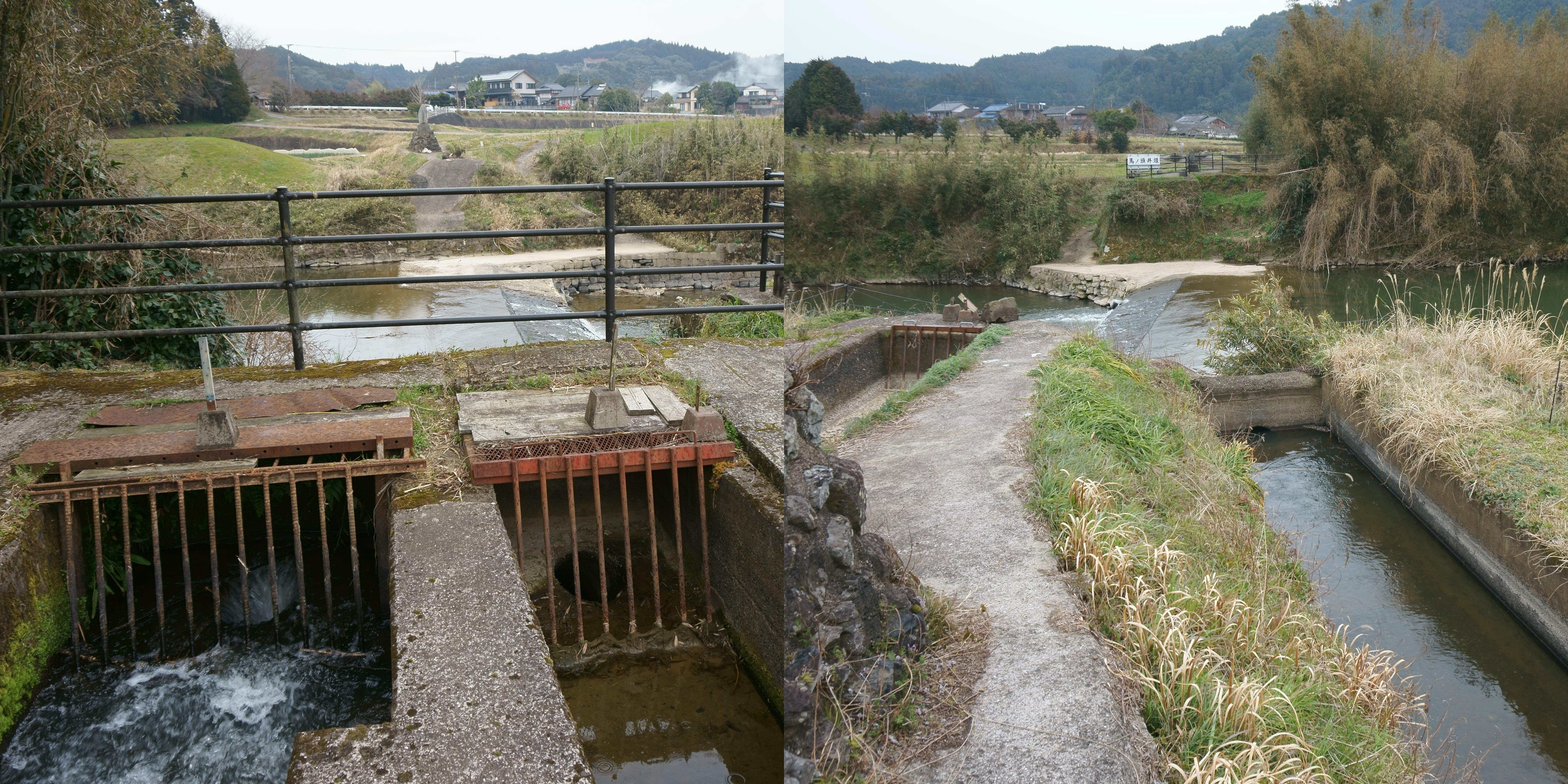
馬頭サイフォンの樋口（吸込口、左）と吐口（吐出口、右）

馬頭サイフォン（うまんかしらサイフォン）、馬ン頭（うまんかしら）は、佐賀県伊万里市松浦町桃川にある灌漑施設。松浦川の河底に設けた伏せ越し（逆サイフォン）で右岸より左岸へ通水している。1611年（慶長16年）に完成した日本最古の逆サイフォンである。
佐賀藩鍋島家の家臣で領内の水利や治水を執り行った成富兵庫茂安、および当地の代官であった中野神右衛門清明の設計。約1km上流に設けられた石井手（石造の取水堰）の「萩の尾堰」（武雄市若木町本部）から取水、約700mの水路を経て、伏越である当施設「馬頭（馬ン頭）」により松浦川の川床の下をくぐる形で横断した後、桃川下分地区と上原地区の計70haの水田に用水を供給する。

## 馬頭の構造と歴史
この地区は台地であり、谷を刻んで流れている松浦川のほかは、水田の水源が乏しかった。桃川では室町時代末期に領主による灌漑事業が始められたものの、松浦川左岸の桃川下分や上原は水田面より数m低いところを川が流れているため取水は困難と考えられていた。これを技術により可能としたのが成富兵庫茂安らであった。萩の尾堰が完成したのが1550年（天文19年）であり、馬頭で取水が実現するまでに約60年を要した。
馬頭サイフォンの完成は辰巳用水（1632年（寛永9年））より20年余り早く、逆サイフォンとして日本最古である。ただ、その技術が日本にどのように伝来したかについては、定かではない。
U字状のサイフォンの立ち上がり部分は、上流側（右岸）が下流側（右岸）の2倍の長さとなっている。この高低差を利用した水圧で下流側（右岸）から自然に水が湧き出す原理。大小2つの暗渠が設置され、灌漑面積の異なる2地区にそれぞれ送られる。暗渠部分は「馬頭樋桶」と呼ばれる木製の桶を50個ほどつなぎ合わせたものが用いられた。桶は高さ三尺二寸（≒97cm）・直径一尺七寸（≒51.5cm）または一尺三寸（≒39.4cm）と細長く、底部から口の部分に向かって少しずつ直径が大きくなる重ね合わせ可能な形状。
木桶は腐食により漏水が増えていくため、2年に1回は造り替えが必要なほど、維持管理に費用や労力を要した。江戸期、修理の際は近隣の村から人夫を雇っていた。そのため、松の丸太をくり抜いた管や箱型のものを代用にしようと試みられたものの思わしくなく、結局当初の馬頭樋桶に戻されたという（『疏導要書』による）。木桶をつなぐ方式は、可撓性が高く壊れにくいという利点があった。そのため、この方式は1928年（昭和3年）にコンクリート管に付け替えられるまでの310余年の間続けられた。明治の地租改正以後は受益者で構成する水利組合などの管理となり、現在も農業用水を賄う施設として利用され続けている。

## 名称
一説によれば「馬頭樋桶」とも呼ばれる木桶の形が「馬頭」の呼び名の由来ともされるが、その他、サイフォン自体のU字型が馬の首の湾曲に似ているからとする説、付近の地形や地名からきているとする説、『日葡辞書』（1603年（慶長8年））に"Vmano caxira = jorro"と記されていることから当時の九州地方でじょうろ（散水具）を"うまのかしら"と呼び、管から水を噴き出して田を潤す当施設の形状や機能を"うまのかしら"に見立てたという説など、諸説ある。

## 顕彰
馬頭を設計した両者に関連し、成富の石碑が馬頭右岸の桃川東分に（成富茂安公水功碑）、中野の石碑が居館のあった桃川下分に（中野神右衛門供養塔、伊万里市の史跡に指定）、それぞれ建立されている。なお、成富の水功碑では2年に1度、住民により「兵庫祭り」が開催され、その功績が称えられている。
また2012年度には「「馬の頭」水利施設」の名称で土木学会選奨土木遺産に選定されている。